# Prima Divisione
La Prima Divisione (en español: Primera División) fue la liga de fútbol de primera división de Italia de 1921 a 1926, la cual originalmente era opuesta a la Federación Italiana de Fútbol por los equipos poderosos del norte del país, los cuales estaban opuestos al campeonato existente que estaba basado en grupos regionales. Luego de jugarse la primera división, la FIGC aceptó el formato de competición y el reconocimiento como primera división.

## Historia
La liga fue creada en 1921 y estaba dividida en dos ligas: Liga Norte y Liga Sur, donde la norte era la principal y estaba compuesta por dos grupos de 20 equipos, en donde los dos primeros de cada grupo avanzaban a la fase final y el último de cada grupo descendía a la Seconda Divisione. La liga Sur estaba dividida en grupos regionales, donde los dos mejores equipos de Campania, Lacio y Apulia más los campeones de Sicilia y Marche clasificaban a las semifinales y así definir a un ganador. Los ganadores de cada liga jugaban una gran final para definir al ganador del scudetto, el cual fue introducido hasta 1923 cuando el Genoa CFC fue el campeón.
Debido a la Carta di Viareggio publicada en 1926 por el régimen fascista la liga fue abolida para dar origen a la Divisione Nazionale como nueva liga de primera división, colocando a los mejores equipos del sur en la Liga Norte y la segunda categoría pasaría a ser la Prima Divisional.

## Ediciones anteriores
| Año     | Campeón      | Finalista      | Goleador (club) (goles)           |
| ------- | ------------ | -------------- | --------------------------------- |
| 1921–22 | Pro Vercelli | Fortitudo Roma |                                   |
| 1922–23 | Genoa        | Lazio          |                                   |
| 1923–24 | Genoa        | Savoia         | Heinrich Schoenfeld (Torino) (22) |
| 1924–25 | Bologna      | Alba Roma      | Mario Magnozzi (Livorno) (19)     |
| 1925–26 | Juventus     | Alba Roma      | Ferenc Hirzer (Juventus) (35)     |

### Campeones (Lega Nord)
| Año     | Campeón      | Finalista         | Goleador (club) (goles)           |
| ------- | ------------ | ----------------- | --------------------------------- |
| 1921–22 | Pro Vercelli | Genoa             |                                   |
| 1922–23 | Genoa        | Pro Vercelli      |                                   |
| 1923–24 | Genoa        | Bologna F.C. 1909 | Heinrich Schoenfeld (Torino) (22) |
| 1924–25 | Bologna      | Genoa             | Mario Magnozzi (Livorno) (19)     |
| 1925–26 | Juventus     | Bologna           | Ferenc Hirzer (Juventus) (31)     |

### Campeones (Lega Sud)
| Año     | Campeón        | Finalista   | Goleador (club) (goles)        |
| ------- | -------------- | ----------- | ------------------------------ |
| 1921–22 | Fortitudo Roma | Puteolana   |                                |
| 1922–23 | Lazio          | Savoia      |                                |
| 1923–24 | Savoia         | Alba Roma   | Fulvio Bernardini (Lazio) (19) |
| 1924–25 | Alba Roma      | Anconitana  | Fulvio Bernardini (Lazio) (16) |
| 1925–26 | Alba Roma      | Internaples | Bukovich (Alba Roma) (25)      |